# Maria Lívia São Marcos
Maria Lívia São Marcos, nascida a 8 de abril de 1942, é uma violonista brasileira que se formou no Conservatório Dramático e Musical de São Paulo, no curso de virtuosidade. Lecionou no Conservatório de Música Carlos Gomes e por mais de trinta anos no Conservatório de Música de Genebra, Suíça.

## Biografia
Foi aluna de seu próprio pai Manoel São Marcos antes dos quatro anos. Ao treze anos começou a se apresentar e sua primeira gravação se deu aos catorze anos. Formou-se aos dezessete e fez recitais nas principais capitais brasileiras e países estrangeiros. Foi professora do Conservatório de Música Carlos Gomes e publicou livros para o ensino do violão.

## Discografia

### Discografia brasileira
- 1961 : Concerto Brasileiro de Violão  ∫ Dischi Ricordi S.p.A (Brazil) ?
- 1962 : Heitor Villa Lobos - Concerto para violão e orquestra  ∫ Audio Fidelity Records AFLP-1991[4]* 196? : Orquestra Sinfônica do Estado de São Paulo e Maria Lívia Sâo Marcos (violão) (regida por Armando Belardi ∫ Discos RCA LSC 3231 (Brazil)[5]
- 1966: Heitor Villa-Lobos : Suíte Popular Bras - Manuel Ponce: Folias De Espanha   ∫ Discos Chantecler[6] CMG-1040 (Brazil)
- 196? : Maria Livia Sao Marcos y Sonia Jorge[7]   ∫ Discos Chantecler CMG-2482 (Brazil)
- 1969: Maria Livia Sao Marcos e Franco Fisch (Viotino)  ∫ Discos RGE[8] / Fermata FB-297 (Brazil)
- 1970: Maria Lívia São Marcos, violão (?)  ∫ Discos RGE / Fermata FB-355[9]  (Brazil)
- 1972: Heitor Villa Lobos - Por Maria Livia Sao Marcos (LP instrumental)  ∫ Discos RGE[10] / Fermata Produções 303.1006 (Brazil)
- 1973: Internacional Maria Livia Sao Marcos (LP instrumental)  ∫ Discos RGE / Fermata Produções 303.1009[11] (Brazil)
- 1974: Barockmusik auf der gitarre musica barroca (LP instrumental : Cimarosa, Handel)  ∫ Discos RGE / Fermata Produções 303.1011 (Brazil)
- 1975: Heitor Villa-Lobos : 12 Estudos Para Violao  ∫ Discos RGE / Fermata Produções 303.1039 (Brazil)
- 1978: Saudades Do Brasil (LP instrumental)  ∫ Discos RGE / Fermata Produções 303.1013 (Brazil) et CD Mondia Records MON 102
- 1979: Serenata Espanhola (LP instrumental)  ∫ Discos RGE / Fermata Produções 303.1095 (Brazil)

Com Edson Lopes.
- 1977: Divagações poéticas
- 1996: Divagações poéticas : Vários & Ricardo Simões - Compilação de artistas clássicos, 20 títulos  ∫ CD Paulus Música 7891210003010[12]

com Guiomar Novaes e Isis Moreira (pianistss)
- 1986: Notas Clássicas   ∫ Réédition?

Compilação
- 1995: Heitor Villa Lobos  ∫ CD RGE 342.6188 (Brazil) Compilação de obras.

### Discografia internacional e francesa
- 1961: Violão dos mestres • Ricordi • LP
- 1969: Maria Livia São Marcos  ∫ Everest Records SDBR 3240[13]
- 1969[14]: The Classical Brazilian Guitar (LP instrumental)  ∫ Everest Records SDBR 3248 et réédition remasterisée CD EMG Classical
- 1973: Cinq préludes pour guitare / Heitor Villa-Lobos : Suite populaire brésilienne[15]  ∫ Disque BAM (maison de disques) LD 5813
- 1974: Heitor Villa Lobos : Douze études pour guitare[16]   ∫ Disque BAM (maison de disques) LD 5832
- 1975: Maria Livia Sao Marcos Joue Bach[17]   ∫ Disque BAM (maison de disques) LD 5865
- 1977: Guitare : Bach, Sor, Villa-Lobos, Werner, Kruse[18] ∫ Disque Disc'AZ Compilação
- 1978 : Maria Livia Sao Marcos plays Baroque Music  ∫ Classic Pick Music 70-124[19]
- Saudades do Brasil • Fermata Produções • LP (1978)
- 2003: Invocations and Dances (Hommage à Manuel de Falla)  ∫ CD Cascavelle VEL3046 - 7619930304619
- 2012: Classical Brazilian Guitar  ∫ CD Essential Media Mod 894231391729

com o grupo Solisti di Zagreb
- 1978:
  - Classical Guitar and Strings ∫ Everest Records SDBR 3420
  - Maria Livia São Marcos Guitare Solisti di Zagreb[20] ∫ LP PICK Classic 70-118. Cette édition européenne par le label de l'ensemble Solisti di Zagreb reprend l'intégralité de l'album sous un autre titre.
- 1990:
  - Antonio Vivaldi: The four seasons : Concerto for guitar, violin, viola and cello ; Concerto grosso, op. 3, no. 11 (L'Estro Armonico); Concerto for guitar and strings[21] ∫ Bescol Compact classics.

Outros registros
- 198?: Niccolò Paganini : Concerto for violin and orchestra no. 5 in A minor - Terzetto for guitar, violin and cello in D major ∫ CD Vivace - Loosdrecht, the Netherlands / Marketed by Sound-Products Holland
  - 1 morceau: Mincho Minchev (violão) e a Filarmônica Búlgara dirigida por Dobrin Petkov
  - 2 morceau: Lyubomir Gerogiev (violoncelo) e Maria São Marcos (violão)

Produção com dados imprecisos
- 19??: Maria Livia São Marcos  ∫ Everest Records 34209[19]
- 1990: Intégrale Maria Livia São Marcos[22]   ∫ (Editeur?)